# Bitka pri Arsijskem gozdu
Bitka pri Arsijskem gozdu leta 509 pr. n. št. je  bila  bitka med rimsko republikansko in etruščansko vojsko Tarkvinov in Vejev, ki ji je poveljeval odstavljeni rimski kralj Lucij Tarkvinij Superb. Bitka je potekala na rimskem ozemlju. Končala se je z zmago republikancev, vendar s smrtjo njihovega konzula Lucija Junija Bruta.
Bitka je bila eden od številnih Tarkvinijevih poskusov, da se vrne na rimski prestol, in hkrati del nenehnih sporov med etruščanskimi mesti in vse večjo rimsko državo. Bitka je bila del zgodnje zgodovine Rima, ki je v veliki meri legendarna.

## Ozadje
Leta 509 pr. n. št. je Rimsko kraljestvo padlo. Z izvolitvijo prvih konzulov je bila ustanovljena Rimska republika. Odstavljeni kralj Lucij Tarkvinij Superb, katerega družina je izvirala iz Tarkvinije v Etruriji, je dobil podporo etruščanskih mest, delno zaradi etruščanskih izgub ozemlja v rimsko korist in delno zaradi svojih družinskih vezi.

## Bitka
Etruščanski pehoti je poveljeval odstavljeni rimski kralj, konjenici pa njegov sin Aruns. Rimski pehoti je poveljeval konzul Publij Valerij, konjenici pa konzul Lucij Junij Brut.
Bitko sta začeli konjenici. Aruns je že od daleč opazil liktorje in iz tega  sklepal, da konjenici poveljuje Brut. Poveljnika sta bila bratranca, a sta kjub temu napadla drug drugega in oba padla. Kmalu zatem se je v bitko vključila pehota. Izid bitke je bil dolgo časa neodločen. Zmagoviti sta bili obe desni krili: Tarkvinij je potisnil nazaj Rimljane, njegovi Veji pa so bili uničeni. Etruščanska vojska je nazadnje pobegnila z bojišča in Rimljani so razglasili zmago.
Po Plutarhu je bitka dogajala zadnji dan februarja.

## Kasnješi dogodki
Livij poroča, da se je v  noči po bitki iz bližnjega gozda slišal glas, za katerega je verjel, da je Silvanov duh. in rekel, da je  "v bitki padla večina Etruščanov in da so v vojni zmagali Rimljani".
Konzul Valerij je zbral plen padlih Etruščanov in se vrnil v Rim na praznovanje triumfa. Fasti triumphales so bili 1. marca 509 pr. n. št. Valerij je padlemu Brutu priredil veličasten pogreb.
Livij piše, da se je kasneje leta 509 pr. n. št. Valerij vrnil v boj z Veji. Iz njegovega pisanja ni jasno razvidno ali je nadaljeval bitko pri Arsijskem gozdu ali je šlo za nek nov spor. Jasno ni niti to, kako se je ta spor končal.